# 謝爾 (弗里堡州)
謝爾（法語：Cheyres，法語發音：[ʃɛʁ]）是瑞士弗里堡州的旧市镇，位於該國西部，面積5.13平方公里，海拔高度454米，2011年人口1,240，五成半人口信奉羅馬天主教，人口密度每平方公里242人。2017年，谢尔与市镇沙布勒合并为新市镇谢尔-沙布勒。

## 外部連結
- 官方网站（页面存档备份，存于） （法文）

1. ↑  . 瑞士联邦统计署.   [2019年1月13日].